# Національний парк Дайсецудзан
Національний парк Дайсецудзан (яп. 大雪山国立公園, Daisetsuzan Kokuritsu Kōen), або Тайсецудзан розташований у гірському центрі північного японського острова Хоккайдо. Дайсецудзан є найбільшим національним парком у Японії площею 2 267,64 км2 (875,54 кв. миль), розміром приблизно з префектуру Канагава. Дайсецудзан, що означає «великі снігові гори», влучний опис цих вершин. У національному парку Дайсецудзан є 16 вершин висотою понад 2000 метрів (6600 футів), як зі стежками, так і без них. Парк пропонує одні з найбільш суворих пейзажів у Японії. Асахідаке (2 290 метрів (7 510 футів)), розташована на півночі парку, є найвищою вершиною Хоккайдо. Національний парк Дайсецузан охоплює дві субпрефектури Хоккайдо, Камікава і Токаті. Національний парк Дайсецудзан був заснований в 1934 році.

## Гірські групи
Національний парк Дайсецудзан складається з трьох вулканічних гірських груп. Групи складаються із стратовулканів, нагромаджених один на одного. Коли один вентиляційний отвір стає активним, він створює пік, а потім зупиняється, доки не з'явиться новий отвір. Ці групи:
1. Вулканічна група Дайсецузан — розташована в північній частині парку і включає найвищу гору Хоккайдо, гору Асахі.
2. Вулканічна група Токачі — розташована на південному заході парку на північ від гір Юбарі та Хідака. Він включає гору Токачі.[4]
3. Вулканічна група Сікарібецу — лежить у східній частині парку і включає гору Ісікарі. Річка Ісікарі (268 кілометрів (167 миля)), яка виходить із гори Ісікарі, є третьою за довжиною в Японії та найдовшою на Хоккайдо.[8][9]

Ці вулканічні групи лежать навколо центральної височини, на якій домінує гора Томурауші. Парк також відомий своїми альпійськими луками та віддаленою глушиною.

## Природа
Національний парк Дайсецудзан відомий своєю дикою природою, і парк є домівкою для кількох рідкісних видів. У парку, зокрема, проживає популяція бурих ведмедів. У парку також трапляється пискуха — дрібний ссавець із короткими кінцівками, закругленими вухами й без зовнішнього хвоста. У лісах національного парку Дайсецудзан переважають Picea jezoensis, ялина Jezo і Abies sachalinensis, ялиця сахалінська. Із 450 видів альпійських рослин, які трапляються на Хоккайдо, половина трапляється в національному парку Дайсецудзан.

## Онсен
Національний парк Дайсецудзан також включає курорти онсен з гарячими джерелами Асахідаке Онсен, Фукіаґе Онсен, Соункьо Онсен і Теннінкьо Онсен.